# 奎略 (伯利兹)
奎略（Cuello）是一个位于北伯利兹的玛雅遗址。该遗址是一个农庄，定居历史相当长，可以追溯到大约公元前1200年的前古典时期中段。遗址中有若干组房屋，每一组的住户们围绕在组中的空地四周建房。当时的房屋是由柱子支撑的茅草屋（pole-and-thatch houses），建在表面涂有石灰的低台之上。遗址中还包括一个建于公元前约900年的蒸汽浴室，这也是在玛雅低地发现的最早的蒸汽浴室。遗址中墓葬也有发现，尽管最早的墓葬已无随葬品存留，但是在公元前900年之后的墓中有瓷器随葬。
据考证，在奎略发现的最早的瓷器风格样式属于一种比较成熟的玛雅低地瓷器传统。这表明奎略最早的定居者很可能就是玛雅人。虽然现在看来奎略同前古典时期的其他农庄遗址相比并无特别之处，但研究表明它在公元前800年之后可能是该地区黑曜石贸易的一环。当时位于今天危地马拉境内的玛雅高地部落出产黑曜石，低地部落需要通过贸易获得这种在器具制造和宗教仪式中都十分重要的矿物。在那之后几百年，一小部分玉石也曾流入奎略。

## 位置
奎略位于伯利兹橘园区。它虽然坐落在一个名为奎略的家族的私人土地上，但并不限制参观。

## 考古
曾有人对遗址最底层作放射性碳时间测定，得出最早人类活动是在公元前2600年。不过这一数字颇有争议。
考古学家Norman Hammond在1970年代至1980年代对这个遗址进行了研究。以第326号建筑为例。该建筑在1980年被发掘，其长宽分别为4米和8米。建筑的墙壁是由被藤条捆在一起的细木棍组成，木棍外包一层泥，表面抹平，用石灰刷白。
考古研究还表明，在前古典时期的奎略人食物中的玉米少于30%，相比之下现代玛雅人食物中玉米可以高达75%。奎略的古玛雅人超过一半的肉食来自白尾鹿，其余的肉食来自淡水龟和家狗。在遗址所发现的动物遗骨中，狗占7%。

## 墓葬
考古学家在奎略发现过两个前古典时期后段的大型墓葬。其中一个葬有26个甚至可能更多的被作为牺牲的男性。在遗骨上发现了裂口愈合的痕迹，显示这些殉葬者可能是战争俘虏。遗址中被烧毁的建筑残留也佐证了在当时当地发生过战争。
在奎略还有一些贵族墓葬，例如古典时期中段最早期的墓中同时葬有成人和儿童，随葬品包括玉和贝类装饰品，显示地位不同一般。以第160号墓为例。该墓是一个公元前500至400年的贵族墓葬，墓主被安置在石棺中。随葬品包括两具瓷器和一些装饰品。装饰品中有一些用鹿骨制成的管子，管上刻有一种在后来成为王室象征的垫子图案。此外随葬品还有以人类头颅的上半部分制成的装饰板。发掘这个墓的考古学家从这些特殊之处断定墓主应是当时奎略的统治者。在第160墓之后的时代里，该墓的位置在整个农庄也变得越来越重要，这一组住户中央的空地也变成一处用于仪式的平台，平台之上还建了一个金字塔状的小型神庙。

## 注記
1. ↑  Sharer & Traxler 2006, p.203. Drew 1999, p.127.
2. ↑  Sharer & Traxler 2006, p.203.
3. ↑  Hammond 2000, p.206.
4. ↑  Drew 1999, p.128.
5. ↑  Estrada-Belli 2011, p.38.
6. ↑  Drew 1999, p.127.
7. ↑  Hammond 2000, pp.206-207.
8. ↑  Sharer & Traxler 2006, p.163.
9. ↑  Sharer & Traxler 2006, pp.258-259.
10. 1 2 3 4 5 6  Estrada-Belli 2011, p.62.